# 1284
1284 (MCCLXXXIV) var ett normalår som började en lördag i den julianska kalendern.

## Händelser

### Maj
- 18 maj – Jönköping i Sverige erhåller stadsprivilegier.[1]

### September
- 9 september – Svenskarna besegras av novgoroderna i slaget vid Neva.

### Okänt datum
- Birger Magnusson utses till svensk tronföljare. Hans yngre bror Erik blir hertig.
- Magnus Ladulås utser sin yngre bror Bengt till hertig av Finland. Detta visar att man uppfattar Åbo stift (Egentliga Finland och Tavastland) som svenskt och värdigt att upphöjas till hertigdöme.
- Åbo slott och Tavastehus slott börjar vid denna tid byggas, som maktcentra i Finland.
- I den så kallade Skänninge stadga bestäms bland annat att konungsfrid skall råda vid möten mellan kungen och hans män.
- Kungariket Tyskland utfärdar handelsembargo mot Norge, då norrmän plundrat ett tyskt skepp. Embargot hindrar leveranser av spannmål, mjöl, grönsaker och öl, vilket orsakar hungersnöd.[2]

## Födda
- 25 april – Edvard II, kung av England och herre över Irland 1307–1327

## Avlidna
- Jutta av Danmark, dansk prinsessa.

### Fotnoter
1. ↑  ”Årtal och händelser i Jönköping”. Jönköpings historia. https://maltell.se/historia/artal.htm. Läst 12 februari 2011.
2. ↑  http://eh.net/Clio/Conferences/ASSA/Jan_92/Greif,%20Milgrom,%20Winegast%20Abstra Arkiverad 27 september 2011 hämtat från the Wayback Machine. Eh.net]